# ISO 3166-2:TF
ISO 3166-2:TFはISOの3166-2規格のうち、TFで始まるものである。フランス領南方・南極地域の行政区分コードを意味する。フランス領南方・南極地域はISO 3166-1(ISO 3166-1 alpha-2)で、TFを国コードとして割り振られている。ISO 3166-2:TFに対応する行政区分コードの割り当てはない。
ただし、フランス領南方・南極地域にはフランスの地方行政区画としてISO 3166-2:FRでFR-TFが割り当てられている。